# Saugnapf

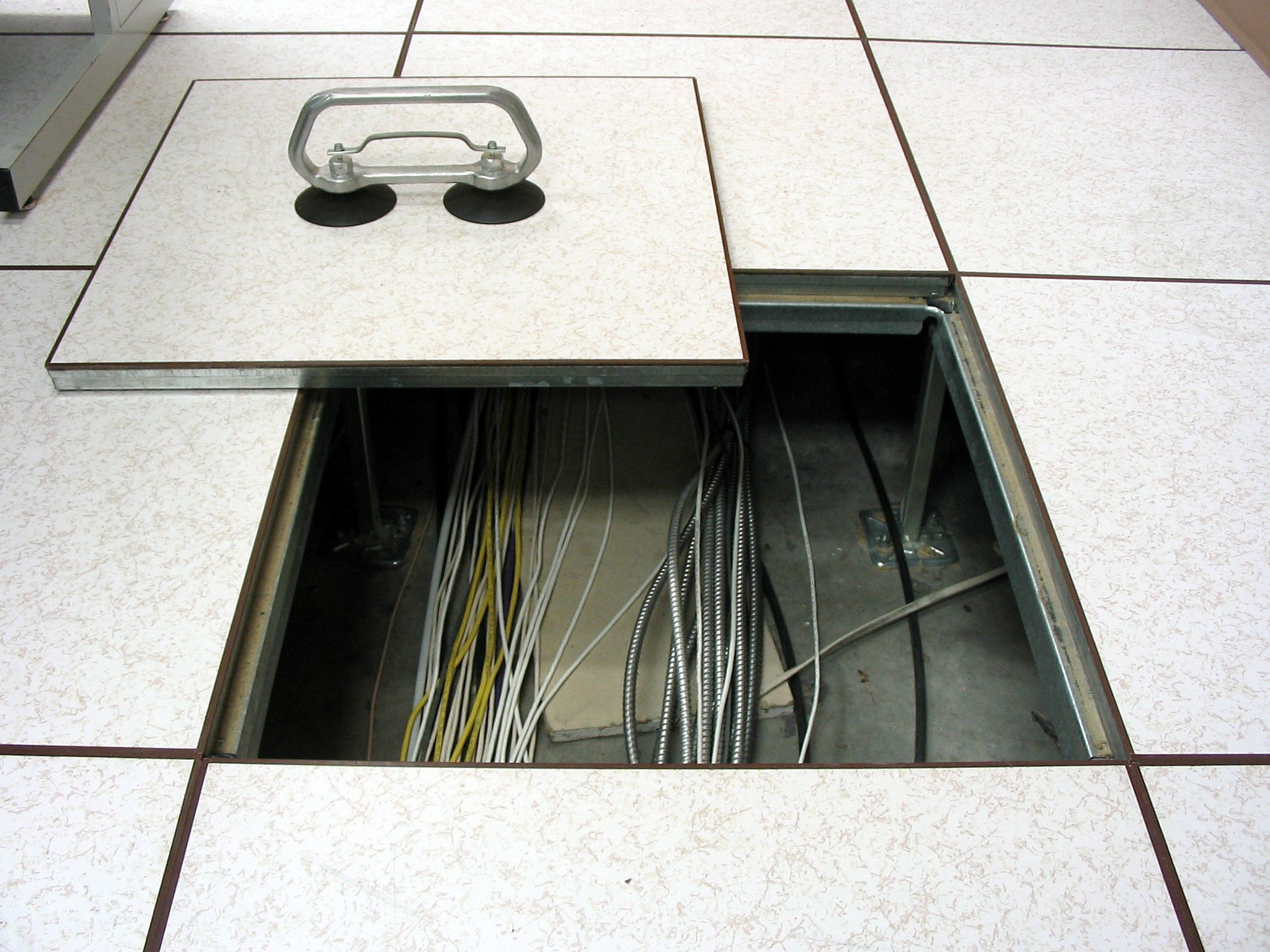
Saugnapf-Greifer für glatte Platten

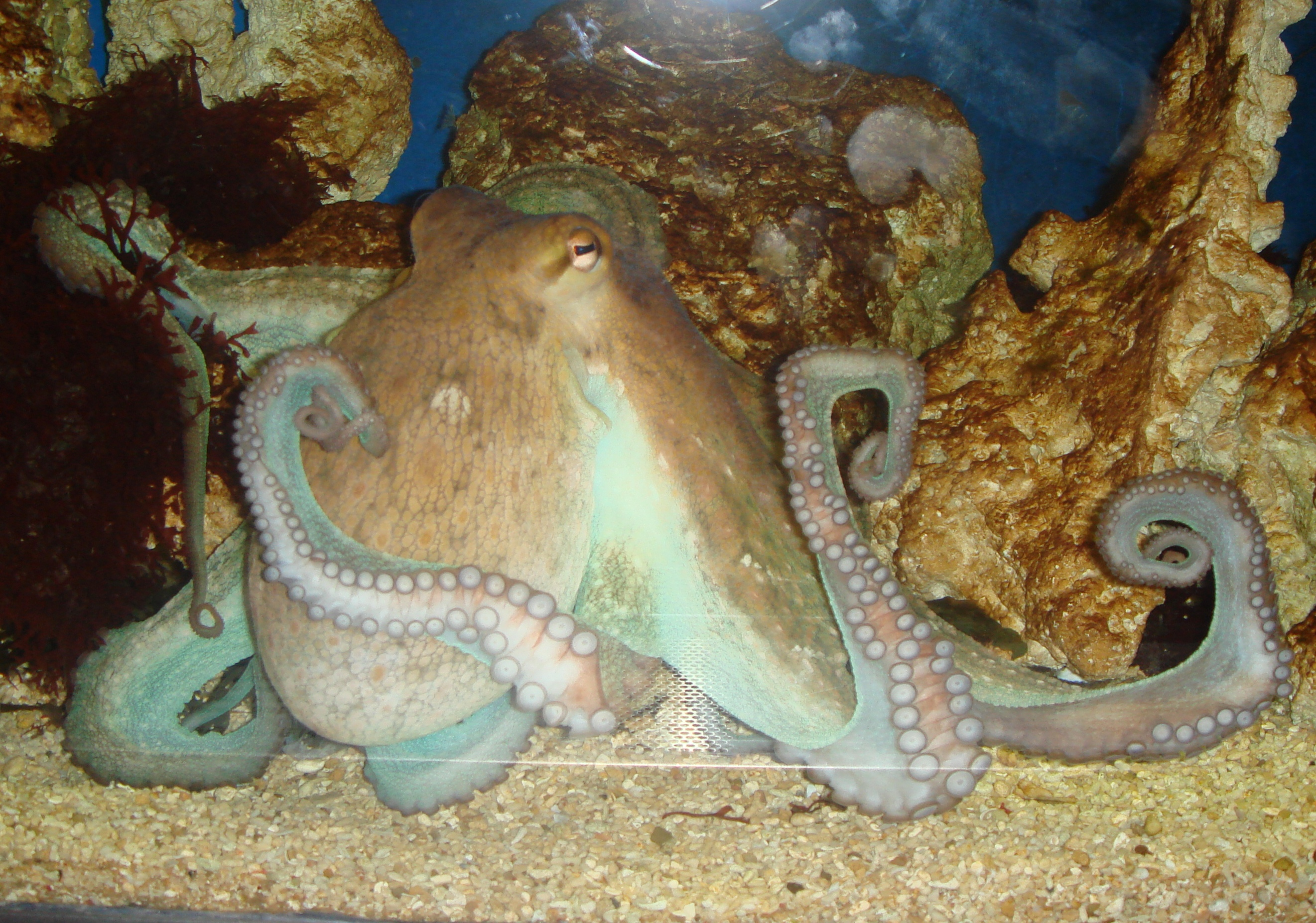
Saugnäpfe eines Oktopus an einer Glasscheibe

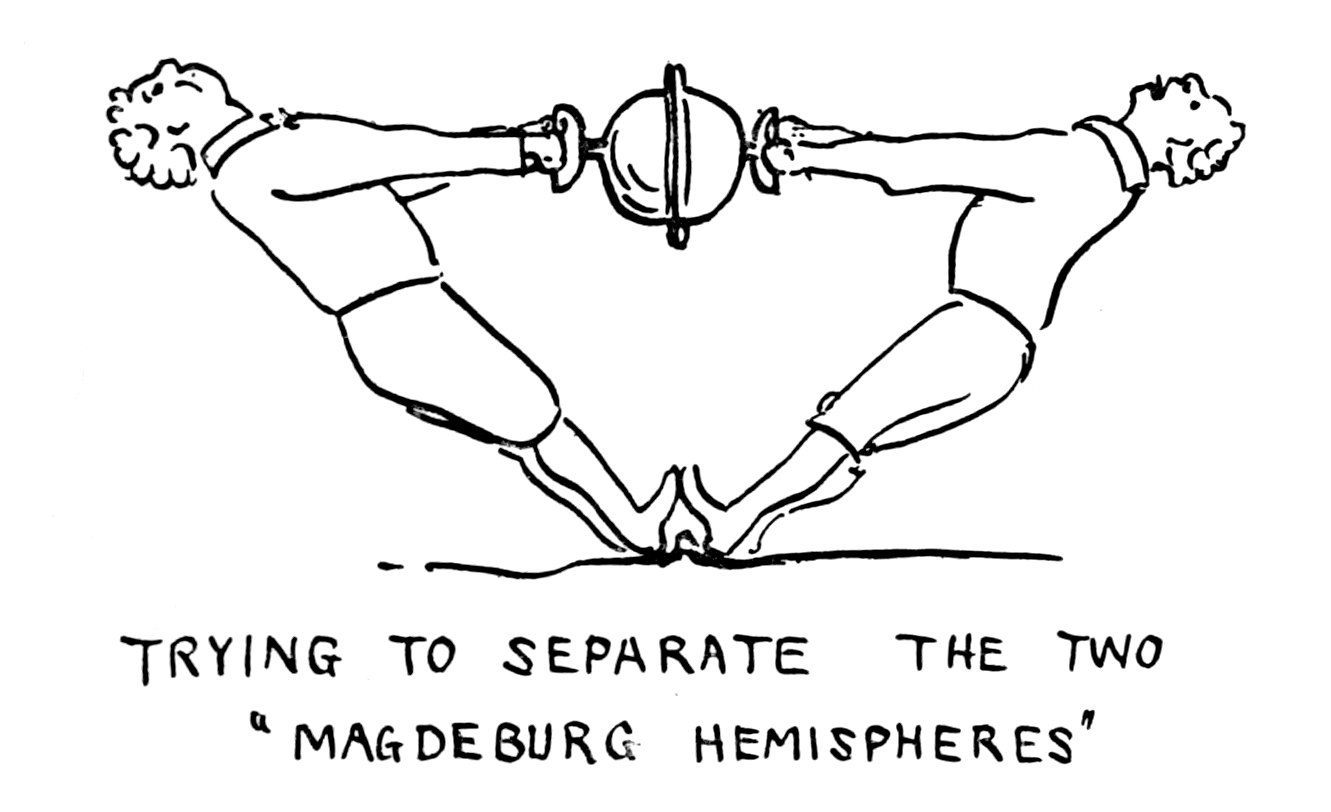
Die Kraft des Vakuums machen die Magdeburger Halbkugeln spürbar

Der äußere Luftdruck presst die Magdeburger Halbkugeln zusammen
a) Halbkugeln mit Luft gefüllt
b) luftleere Halbkugeln
1. Griff
2. luftdichte Abdichtung
3. Magdeburger Halbkugel
4. Luftdruck
5. Vakuum

Ein Saugnapf ist ein napfförmiges Gebilde aus elastischem Material, das durch einen Unterdruck an eine glatte Fläche gepresst wird. Hierzu wird beim Anbringen ein Hohlraum, umschlossen von elastischem Material, eingedrückt und die zuvor enthaltene Luft verdrängt. Der dadurch erzeugte Druck des umgebenden Mediums, in der Regel Luft, auf den Hohlkörper übt eine Kraft aus. Dadurch wird der Eindruck erweckt, als sauge es sich fest.

## Saugnäpfe bei Lebewesen
Das Prinzip des Saugnapfes nutzen zahlreiche Wassertiere in unterschiedlicher Gestalt, etwa in Form von Saugmäulern, Saugfüßchen oder Saugtentakeln wie beim Oktopus. Neben der Kraftwirkung durch Unterdruck ist daran allerdings auch oft Adhäsion durch Drüsen-Sekrete wie Schleim bei Schnecken beteiligt.
Noch bevor diese natürlichen Saugnäpfe von Menschenhand nachgebildet werden konnten, was Fertigkeiten im Umgang mit Gummi oder anderen geeigneten Materialien voraussetzte, bediente man sich der tierischen Saugnäpfe. So wurden etwa Schiffshalter beim Fang von Meeresschildkröten eingesetzt. Aus dem Mittelmeer ist auch die Fischerei mit Kraken bekannt. Schon in der Odyssee wird die Kraft der Saugnäpfe eines Tintenfisches beschrieben, an dem noch die Steine hängen, wenn man ihn aus dem Meer zieht.

## Saugnäpfe in der Technik
Künstliche Saugnäpfe werden vor allem dazu verwendet, Gegenstände temporär an glatten Flächen zu befestigen – etwa Küchengeräte auf Arbeitsflächen, Navigationsgeräte an Windschutzscheiben oder Heizstäbe an Aquarienscheiben. Die dabei erreichbare Saugkraft ist proportional zur Druckdifferenz und zur wirksamen Fläche. So kann ein einziger Saugnapf ein hohes Gewicht tragen. Im Bau sind Vakuumheber nach dem gleichen Prinzip im Einsatz.

## Saugnäpfe in der Zahnmedizin

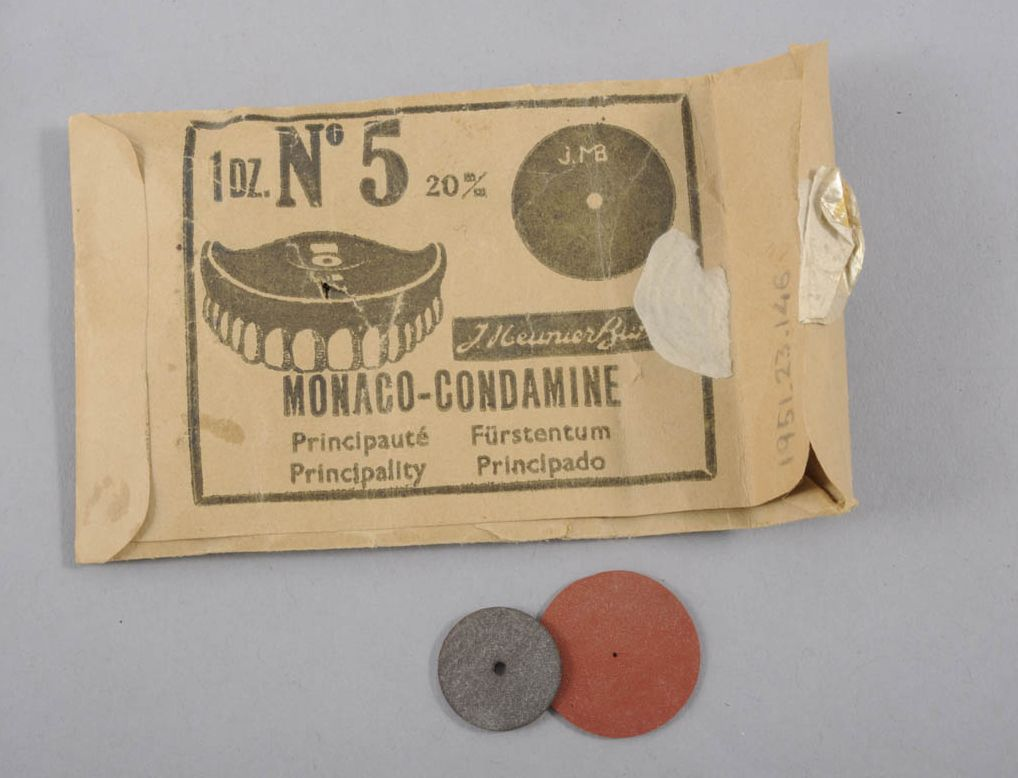
Saugnäpfe für Totalprothesen

Anfang des 20. Jahrhunderts, als die Funktionsabformung zur Erzeugung der Saugwirkung und damit des Halts einer Totalprothese in der Zahnmedizin noch nicht erfunden war, baute man Saugnäpfe in Oberkieferprothesen ein. Diese erzeugten jedoch bei langjähriger Verwendung Kieferdefekte bis hin zu Perforationen des Gaumens, worauf man dieses Hilfsmittel wieder verwarf.